# Transkription (genetik)

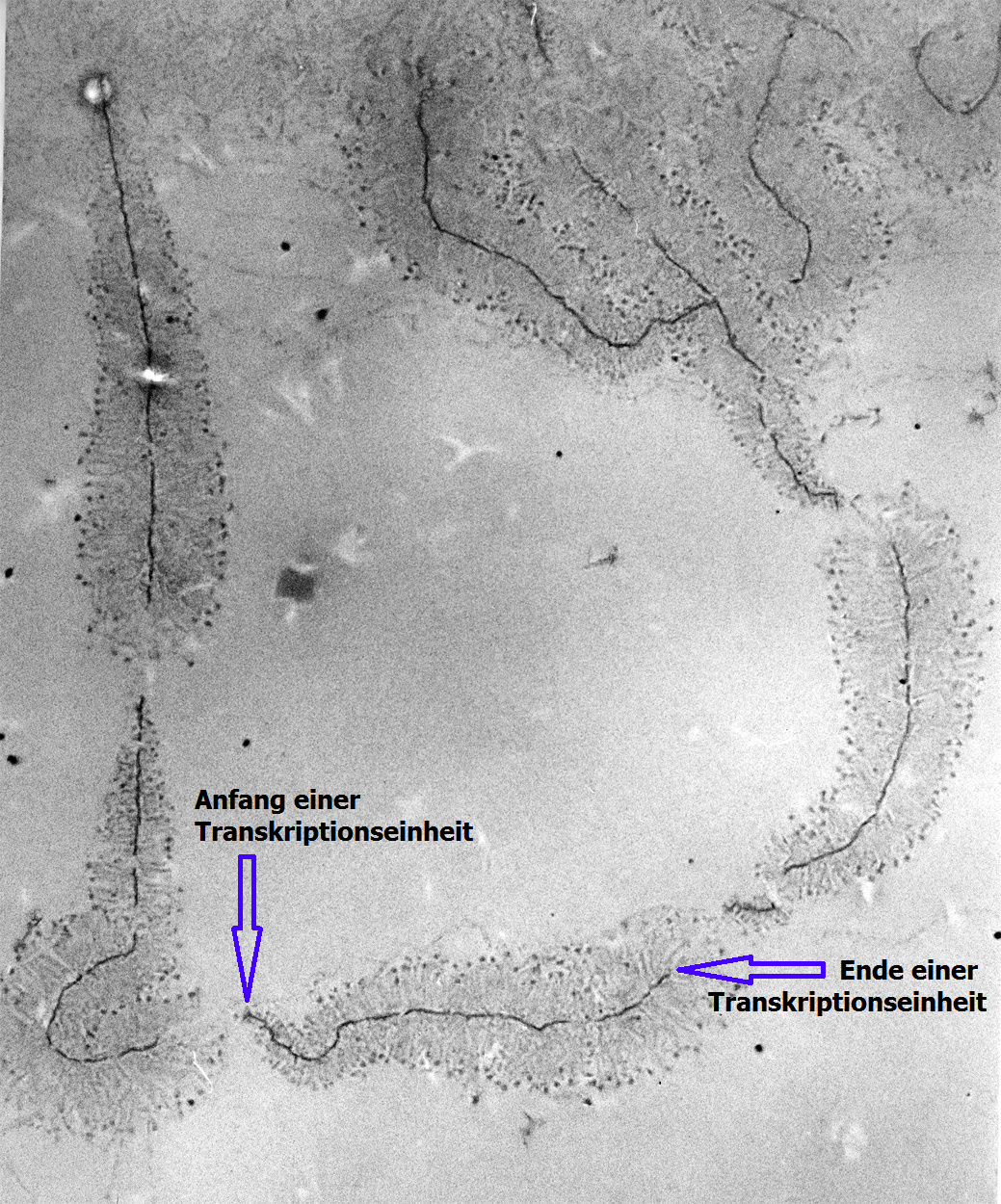
Här produceras ett stort antal RNA samtidigt från varje förlage-DNA.

Transkription, eller RNA-syntes, är den process varmed genetisk information i cellens DNA översätts till information i RNA. Vid transkriptionen byggs mRNA (budbärar-RNA) upp med DNA som mall. Det enzym som står för översättningen från DNA till mRNA heter RNA-polymeras II. Den kodsekvens som finns i DNA:et översätts till motsvarande komplementerande sekvens i RNA:et, med enda skillnaden att nukleotiden Tymin byts ut mot Uracil. 
I celler som har membranavgränsad cellkärna, eukaryota celler, sker nästan all transkription i just kärnan. Den nyskapade mRNA-molekylen transporteras ut ur kärnan till cellens ribosomer där den används som mall för tillverkningen av ett protein.
Hos celler som saknar membranavgränsad kärna, prokaryota celler, sker transkriptionen i cytoplasman.

## Mekanism
I eukaryota celler sker transkriptionen till mRNA ofta i flera steg. 
Transkriptionen initieras vid en promotorsekvens på DNA:t, eller annan sekvens med motsvarande funktion (såsom CpG-öar). Specifika transkriptionsfaktorer rekryterar mediatorkomplexet samt de generella transkriptionsfaktorerna dit TBP, RNA-polymeras II, samt flera andra proteiner ur transkriptionella preinitieringskomplexet hör. RNA polymeras II har en så kallad CTD-domän, som bland annat binder flera enzymer som sköter posttranskriptionella modifieringar. När denna domän fosforyleras av en generell transkriptionsinitieringsfaktor kallad TFIIH så aktiveras transkriptionen och RNA pol II "släpps loss" så att det kan börja arbeta längs DNA-kedjan. 
Detta skapar ett preliminärt mRNA (pre-mRNA), även kallat hnRNA (heterogeneous nuclear RNA), vilket sker genom den direkta transkriptionen av den ursprungliga DNA-sekvensen. Detta preliminära mRNA redigeras sedan genom att intron-sekvenser (sekvenser som inte kodar för något protein) tas bort, en procedur som kallas splitsning, vari intronsekvenserna bildar lassoliknande former kallade lariatstrukturer. Under splitsningen kombineras även exonerna ihop, vilket bildar den slutliga mRNA-sekvensen.
Denna färdiga form av mRNA kallas även moget mRNA. Under splitsningen binder så kallade mRNA-exportör-proteiner in, vilket gör att mRNA-transkriptet transporteras ut i cytosolen där det stöter på en ribosom varpå translationen påbörjas.
Mitokondrier är organeller i eukaryota celler som har ett ringformat DNA, som kodar för ca 13 gener. Även detta DNA transkriberas till mRNA innan det transkriberas av mitokondriella ribosomer.
Syntetiskt mRNA kan tillverkas genom cellfri transkription in vitro. Denna teknik används bl.a. för framställning av mRNA-vacciner.

## Kodande DNA och templat-DNA
När man anger DNA-sekvenser skriver man ner den kodande sekvensen, RNA:t transkriberas dock från den motsatta, så kallade templatsekvensen på DNA-dubbelhelixens motsatta kedja. Exempelvis skriver man startkodonet som ATG på DNA-sekvensen. Detta kodon kodas av dess komplementära kedja som TAC, och därifrån syntetiseras motsvarande RNA-transkript, AUG (notera att tyminbasen i DNA:t blir utbytt mot uracil i RNA).

## Omvänd transkription
Vissa virus har förmågan att översätta sitt RNA till DNA för att kunna integreras i en angripen cells DNA. Det enzym som huvudsakligen ansvarar för detta kallas omvänt transkriptas.